# 런, 팻보이, 런
《런, 팻보이, 런》(영어: Run Fatboy Run 혹은 Run, Fatboy, Run)은 2007년 개봉한 영국의 코미디 영화이다. 데이비드 슈위머의 첫 극장용 영화 연출작이다. 마이클 이언 블랙과 사이먼 페그가 공동 각본을 쓰고, 페그, 딜런 모런, 탠디웨이 뉴턴, 행크 어제리아 등이 출연하였다. 본인 잘못으로 멀어진 옛 약혼자를 되찾기 위해 마라톤에 나가는 남자의 이야기이다.

## 줄거리
데니스는 결혼식 날 갑자기 겁이 나 임신한 약혼자 리비를 식장에 세워 놓고 도망쳐 버린다.
5년 뒤 리비는 헤지 펀드 매니저 휫과 사귀기 시작한다. 휫이 런던에서 열리는 나이키 리버 마라톤에 참가한다는 걸 알게 된 데니스는 리비와 친구들에게 자신의 진가를 증명해 보이기 위해 해당 마라톤을 뛰기로 한다. 데니스는 집주인 고시다스티다르 씨, 그리고 자신이 완주하는 데에 상당한 돈을 건 친구 고든으로부터 특훈을 받는다.
그러나 휫이 리비의 생일에 청혼을 하고 리비가 이를 받아들이자 데니스는 그냥 대회를 포기하려 한다. 그때 좋아하는 여자애가 다른 남자애를 맘에 들어한다는 걸 알게 된 아들 제이크가 현실을 받아들이지 못하고 집에서 뛰쳐나간다. 제이크를 찾아낸 데니스는 살다 보면 안 좋은 일이 생기지만 이에 직면해야만 한다고 말하고, 자신도 그대로 대회에 나가기로 결정하는데...

## 출연진
- 사이먼 페그 - 데니스 도일 역
- 탠디 뉴턴 - 리비 오델 역
- 행크 어제리아 - 휫 블룸 역
- 딜런 모런 - 고든 역: 데니스의 절친이자 리비의 사촌.
- 하리시 파텔 - 고시다스티다르 씨 역
- 인디아 더보퍼트 - 마야 고시다스티다르 역
- 이도 골드버그 - 뉴스 기자 역
- 피터 세러피너위치 - 스포츠 해설가 역
- 스티븐 머천트 - 계단 밑에 있다가 고든이 떨어뜨린 휠체어에 맞는 양복 차림 남성 역
- 데이비드 월리엄스 - 리비네 가게 손님 역
- 마이클 존슨 - 마라톤 참가자 역
- 빌 베일리 - 간달프 차림을 한 남성 역
- 데이비드 슈위머 - 경주 도중 데니스에게 맥주를 건네는 남성 역

## 기타 제작진
- 배역: 미셸 귀시
- 미술: 소피 비처
- 의상: 애니 하딩